# Холокост в Витебском районе
Холокост в Ви́тебском районе — систематическое преследование и уничтожение евреев на территории Витебского района Витебской области оккупационными властями нацистской Германии и коллаборационистами в 1941—1944 годах во время Второй мировой войны, в рамках политики «Окончательного решения еврейского вопроса» — составная часть Холокоста в Белоруссии и Катастрофы европейского еврейства.

## Геноцид евреев в районе
Витебский район был полностью захвачен немецкими войсками в начале июля 1941 года, и оккупация продлилась почти три года — до конца июня 1944 года. После оккупации Витебский район административно стал относиться к зоне армейского тыла группы армий «Центр».
Для осуществления политики геноцида и проведения карательных операций сразу вслед за войсками в район прибыли карательные подразделения войск СС, айнзатцгруппы, зондеркоманды, тайная полевая полиция (ГФП), полиция безопасности и СД, жандармерия и гестапо.
Одновременно с оккупацией нацисты и их приспешники начали поголовное уничтожение евреев. «Акции» (таким эвфемизмом гитлеровцы называли организованные ими массовые убийства) повторялись множество раз во многих местах. В тех населенных пунктах, где евреев убили не сразу, их содержали в условиях гетто вплоть до полного уничтожения, используя на тяжелых и грязных принудительных работах, от чего многие узники умерли от непосильных нагрузок в условиях постоянного голода и отсутствия медицинской помощи.
Оккупационные власти под страхом смерти запретили евреям снимать желтые латы или шестиконечные звезды (опознавательные знаки на верхней одежде), выходить из гетто без специального разрешения, менять место проживания и квартиру внутри гетто, ходить по тротуарам, пользоваться общественным транспортом, находиться на территории парков и общественных мест, посещать школы.
За время оккупации практически все евреи Витебского района были убиты, а немногие спасшиеся в большинстве воевали впоследствии в партизанских отрядах.
Евреев в районе убивали в Витебске, Сураже, Яновичах, Зайцево, Малыжено и в других деревнях и посёлках уже вскоре после оккупации.

## Гетто
Реализуя нацистскую программу уничтожения евреев, немцы создавали гетто почти во всех городах и населённых пунктах Беларуси, где проживало еврейское население. Так и в Витебском районе оккупанты организовали 3 гетто:
- гетто в Витебске (25 июля 1941 — декабрь 1941) были замучены и убиты около 20 000 евреев.
- гетто в Сураже (июль 1941 — 2 августа 1941) были убиты около 1000 евреев.
- гетто в Яновичах (25 августа 1941 — 10 сентября 1941) были убиты около 1600 евреев.

## Случаи спасения и «Праведники народов мира»
В Витебском районе 2 человека были удостоены почетного звания «Праведник народов мира» от израильского мемориального института «Яд Вашем» «в знак глубочайшей признательности за помощь, оказанную еврейскому народу в годы Второй мировой войны»:
- Бородина (Ломоносенко) Тамара — за спасение Брускиной Розы в Витебске[19];
- Попеляева Полина — за спасение Зарецкого Юрия в Витебске[20];

Назар Каллистратович Кузьмин и его жена Анна Миновна спасли Лёву Воробейчика в деревне Машкино.

## Память
Опубликованы неполные списки жертв геноцида евреев в Витебском районе.
Памятники убитым евреям района установлены в Витебске (3 памятника), Яновичах (4 памятника) и Сураже.